# 西蒙·黑尔贝格
賽門·海柏格（英語：Simon Helberg，1980年12月9日—）是一位美国喜剧演员. 他因在喜剧生活大爆炸中扮演霍华德·沃洛维兹而迅速竄紅。在出演生活大爆炸第四季时，他还在喜剧疯电视（英文：MADtv) 中客串出演五集。他也曾经在《明星大整蛊》(英文：Punk' d)中短暂出演。

## 個人生活
海柏格於1980年12月9日出生於美國加州洛杉磯。海伯格是生長於猶太教家庭。他的父親是一名演員，母親則是一名選角導演。
受到電影《小子難纏》的影響，海伯格自小練習空手道，更在十歲時，得到空手道黑帶。
他於中學期間結識了詹森·貝特，貝特更成為了海伯格在紐約大學的室友。
海伯格與乔丝琳·唐恩交往數年後，於2007年結婚。他們在荷里活購置了一座房子。他們的第一個女兒在2012年5月8日出生。

## 职业生涯
在2012年，黑尔贝格藉著生活大爆炸的角色霍华德·沃洛维兹獲得Teen材大獎電視票選獎：搶眼男星的提名。

## 作品
- 2003年電影《重返校園 （页面存档备份，存于）》
- 2016年電影《走音天后》
- 2021年電影《Annette（英语：Annette (film)） 》

## 外部連結
- 西蒙·黑尔贝格在互联网电影资料库（IMDb）上的資料（英文）